# Jamar Samuels
Jamar Samuels (nacido el 25 de mayo de 1989 en Washington) es un baloncestista estadounidense. Con 2,00 metros de estatura, juega en la posición de pívot para el Bnei Herzliya de la Ligat Winner.

## Biografía
Samuels es un pívot que ha desarrollado parte de su carrera en Estados Unidos, el equipo de Kansas State, equipo de la NCAA donde coincidió con Jacob Pullen.
Comenzó su periplo europeo jugando en la liga Adecco Oro, con el Peñas Huesca, donde hizo una espectacular actuación ante el FC Barcelona B, con 38 puntos y 50 de valoración. En la temporada 2013-14 jugó en el Basket Veroli de Italia, promediando 11,6 puntos por partido y 5,4 rebotes de media.
En 2014 firma con el Bàsquet Manresa.

## Clubes
- High School. Archbishop Carroll (Washington, EE. UU.).
- High School. The Patterson (North Carolina, EE. UU.).
- Universidad de Kansas State (2008-2012)
- Peñas Huesca (2012-2013)
- Basket Veroli (2013-2014)
- Bàsquet Manresa (2014)
- A.S. Junior Pallacanestro Casale (2014-2015)
- Bnei Herzliya (2015-presente)